# プログレスM1-3
プログレスM1-3（Progress M1-3）は2000年8月6日に打ち上げられたプログレス補給船。国際宇宙ステーションへの補給活動に使用され、バージョンはProgress-M1 11F615A55、シリアル番号は251。NASAによる名称はプログレス1（Progress 1 略称: 1P）。
2000年8月6日16時26分42秒（GMT、以下同）、バイコヌール宇宙基地のSite 1/5からソユーズ-Uロケットによって打ち上げられた。M1-3は8月8日20時12分56秒ズヴェズダモジュールにドッキングし、国際宇宙ステーションの補給に使用された初の無人宇宙補給機となった。この当時はまだ長期滞在員が存在しなかったので、貨物はSTS-106およびSTS-92のスペースシャトルミッションでISSに移動させられた。
ソユーズTM-31にポートを譲るため、3ヶ月後の11月1日4時4分49秒にアンドッキングし、同日7時50分00秒に軌道を離脱。太平洋上空で大気圏再突入を果たし、およそ7時53分20秒に燃え尽きなかった機体の一部が海上に落下した。